# Nikolina Lukić
Pour les articles homonymes, voir Lukić.
Nikolina Lukić est une joueuse de volley-ball serbe née le 18 août 1994. Elle mesure 1,81 m et joue au poste de réceptionneuse-attaquante. Elle totalise 30 sélections en équipe de Serbie.

## Clubs
| Club                  | De        | À         |
| --------------------- | --------- | --------- |
| OK Srem               | 2005-2006 | 2008-2009 |
| Vojvodina Novi Sad    | 2009-2010 | 2010-2011 |
| Étoile Rouge Belgrade | 2011-2012 | 2017-2018 |
| ŽOK Železničar        | 2018-2019 | 2019-2020 |
| TED Ankara Kolejliler | 2020-2021 | -         |

## Palmarès

### Équipe nationale
- Championnat d'Europe des moins de 20 ans
  - Finaliste : 2012.

### Clubs
- Championnat de Serbie
  - Vainqueur : 2012, 2013, 2019.
  - Finaliste : 2014, 2018.
- Coupe de Serbie
  - Vainqueur : 2012, 2013, 2014, 2019.
  - Finaliste : 2018.
- Supercoupe de Serbie
  - Vainqueur : 2019.
  - Finaliste : 2013, 2014, 2018.